# Bargmannia lata
Bargmannia lata är en nässeldjursart som beskrevs av Mapstone 1998. Bargmannia lata ingår i släktet Bargmannia och familjen Agalmatidae. Inga underarter finns listade i Catalogue of Life.